# Al-Basasiri
Al-Basasiri († 18. Oktober 1060, vermutlich in Bagdad) war ein türkischer Sklavensoldat (Mamluken), der zu einem militärischen Befehlshaber der Buwayhiden-Dynastie im Irak aufstieg. Als die Buwayhiden 1055 von den Seldschuken verdrängt wurden, wechselte er zum Fatimiden-Kalifat in Ägypten, in dessen Namen er Bagdad eroberte, das er fast ein Jahr lang regierte.
Abu l-Harith Arslan al-Basasiri war Führer der türkischen Truppen unter Kalif al-Qaim (1031–1075). Durch seine erfolgreichen Kämpfe gegen die Uqailiden im Nordirak (1048) und gegen einzelne Seldschukengruppen wurde er bald zu einer der mächtigsten Personen des Irak seiner Zeit. 1054 kam er in Konflikt mit dem Kalifen al-Qaim, als dieser in die Regelungen betreffs unterworfener Beduinenstämme eingriff. Als al-Basasiri nun al-Qaim vorwarf die Oberhoheit der Buyiden abschütteln zu wollen, wurde er der Verschwörung mit den Fatimiden bezichtigt und abgesetzt.
Nachdem die Seldschuken 1055 Bagdad besetzt hatten und die Lehen (iqta) der buyidischen Truppen einzogen, liefen die betroffenen Truppen zu al-Basasiri über, der sich an den mittleren Euphrat zurückgezogen hatte. Als dieser von den Fatimiden finanzielle Unterstützung erhielt, griff er, als deren Vasall, 1057 die Seldschuken an, musste sich aber nach der Besetzung von Mosul zurückziehen.
Mit dem Ausbruch von Machtkämpfen zwischen dem Seldschuken-Sultanen Toghril Beg und seinem Bruder Ibrahim Inal (1058) konnte al-Basasiri erneut in den Irak einrücken und im Januar 1059 Bagdad besetzen. Kalif al-Qaim wurde außerhalb von Bagdad interniert und die Throninsignien der Abbasiden zu den Fatimiden nach Kairo geschickt. Gleichzeitig kam es zu schweren Ausschreitungen der Schiiten an den Sunniten in Bagdad.

## Leben
Al-Basāsīrī (oder al-Fasāsīrī, al-Fasāwī) ist eine Nisba, abgeleitet von dem Herkunftsort seines ersten Besitzers, Basā (Fasā) in der Provinz Fars. Abuʾl-Ḥārith ist eine Kunya, während sein ism (Vorname) der türkische Arslān war. Er wurde ein Freigelassener (mawlā) des Buwayhid-Emirs Baha al-Dawla (Regierungszeit von 988 bis 1012). Seine militärische Laufbahn lässt sich jedoch erst ab der Herrschaft von Bahas Sohn, Dschalal al-Dawla (regierte von 1025 bis 1044), nachweisen.
Al-Basasiri nahm an Jalals Konflikten mit seinem Neffen Abu Kalijar, dem Emir von Fars, und mit der rivalisierenden Uqayliden-Dynastie von Mossul teil. Er war auch ein Günstling des Buwayhiden-Emirs al-Malik al-Rahim (regierte 1048–1055), von dem er die Stadt Anbar als Lehen erhielt. Es war eine Zeit wachsender Unruhen unter den türkischen Truppen in Bagdad, zunehmender Auseinandersetzungen zwischen Sunniten und Schiiten, ständiger kurdischer Überfälle und des andauernden Krieges mit den Uqayliden.

### Konflikt mit dem Wesir (1054–55)
1054 konnte al-Basasiri die türkischen Truppen nicht daran hindern, in Bagdad zu randalieren und zu plündern. Im selben Jahr überfiel der Uqayliden-Führer Quraysh Baradan und erbeutete al-Basasiris Kamele und Pferde. Im November eroberte Quraysh Anbar und verzichtete formell auf die Buwayhiden-Herrschaft, indem er anordnete, dass der seldschukische Sultan Tughrul in der öffentlichen Predigt (Khuṭba) während des Freitagsgebets genannt werden sollte.
Laut Ibn al-Athirs „The Complete History“ „begann die Entfremdung zwischen dem [abbasidischen] Kalifen und Basasiri in diesem Jahr im Ramadan“, das heißt zwischen dem 4. Dezember 1054 und dem 2. Januar 1055. Im Jahr 1054 geriet al-Basasiri mit dem Kalifenwesir Ibn al-Muslima wegen der türkischen Politik aneinander. Er beschuldigte den Wesir, seit 1052/3 in Kontakt mit Tughrul zu stehen. Ibn al-Muslima blockierte seinerseits al-Basasiris Bemühungen, die Anhänger der Quraisch in Bagdad zu bekämpfen. Als Vergeltung beschlagnahmte al-Basasiri das Boot des Wesirs und strich ihm die monatlichen Bezüge. Auch dem Kalifen al-Qa'im strich er die monatlichen Zuschüsse.
Im März 1055 eroberte al-Basasiri Anbar zurück. Auf seinem Weg plünderte er die Dörfer Dimimma und Falludscha. Er wurde von seinem Schwager Dubays I. aus der Mazyadidendynastie unterstützt. Anbar wurde von dem Uqayliden-Klienten Abu'l-Ghana'im ibn al-Muhallaban verteidigt. Al-Basasiri setzte Trebuchets (Katapulte) und griechisches Feuer ein und zerstörte einen Turm und einige Verteidigungsanlagen. Die Stadt wurde gestürmt, und Abu'l-Ghana'im wurde zusammen mit hundert Soldaten der Khafaja gefangen genommen.
Nach der Rückkehr al-Basasiris nach Bagdad setzte sich der Konflikt mit dem Wesir fort. Im Juli 1055 überredete der Wesir während eines sunnitischen Protestes einige Fanatiker, ein Schiff zu entern und einige Weinkrüge zu zerbrechen, die einem christlichen Händler gehörten und für al-Basasiri bestimmt waren, der sich zu dieser Zeit mit dem Buwayhid-Sultan in Wasit aufhielt. Da der Wein einem Christen gehörte, konnte al-Basasiri ein hanaditisches Rechtsurteil (fatwā) erwirken, das die Handlungen des Wesirs für illegal erklärte. Ibn al-Muslima beschuldigte ihn daraufhin, schiitische Sympathien zu hegen und mit den Rivalen der Abbasiden, dem schiitischen Fatimidenkalifat, in Verbindung zu stehen. Er brachte die türkischen Truppen und den Kalifen gegen ihn auf und ließ sein Haus in Bagdad niederbrennen. Obwohl der fatimidische Hauptmissionar al-Mu'ayyad fi'l-Din al-Shirazi an al-Basasiri schrieb, erreichten ihn seine Briefe erst nach der Ankunft Tughruls in Bagdad.
Ibn al-Muslima befahl dem Sultan al-Malik al-Rahim, seinen Liebling wegzuschicken, doch der Sultan weigerte sich. Am 15. Dezember 1055 wurde der Name von Tughrul, der sich auf der Durchreise zu seiner Pilgerfahrt (ḥajj) nach Mekka befand, in der khuṭba in Bagdad verkündet. Am 18. Dezember betrat er feierlich die Stadt. Die Anwesenheit seiner Truppen löste Unruhen aus, und am 23. Dezember ließ er den Sultan der Buwayhiden verhaften, weil er es versäumt hatte, das Volk zu kontrollieren. Während al-Malik al-Rahim aus Wāsiṭ nach Bagdad zurückkehrte, um Tughrul zu begrüßen, begab sich al-Basasiri an den Hof seines Schwagers Dubays. Tughrul befahl Dubays, sich von al-Basasiri zu trennen, woraufhin dieser nach Rahba ging.

### Im Dienst der Fatimiden gegen die Seldschuken (1055–59)

#### Gouverneur von Rahba
Von Rahba aus schrieb al-Basasiri an den fatimidischen Kalifen al-Mustansir (Regierungszeit von 1036 bis 1094) und bat um Erlaubnis, nach Kairo zu kommen und um Unterstützung bei der Verteidigung Syriens und Ägyptens gegen die Seldschuken. Der fatimidische Wesir al-Yazuri lehnte die erste Bitte ab, gewährte aber die zweite. Al-Basasiri wurde zum Gouverneur von Rahba ernannt, und der Kalif schickte ihm 500000 Golddinar, Kleidung im Wert von 500000 Dinar, 10000 Bögen, 1000 Schwerter, 500 Pferde und eine Menge Lanzen und Pfeile. Al-Mu'ayyad begleitete die Lieferungen und überbrachte den Investiturbrief.
In den Jahren 1056–57 gewann al-Mu'ayyad mehrere syrische und irakische Emire für die Sache der Fatimiden. Dubays, al-Basasiris ehemaliger Beschützer, der sich Tughrul unterworfen hatte, wechselte die Seite und ließ den Namen des Fatimidenkalifen in der Khuṭba aussprechen. Er erneuerte sein Bündnis mit al-Basasiri. Die Bagdadi-Türken, die al-Basasiri in den Jahren zuvor ein Dorn im Auge gewesen waren, fanden die Herrschaft Tughruls unerträglich und schlossen sich al-Basiri in Syrien an. Die Armee von al-Basasiri und Dubays, verstärkt durch die Türken und einige Beduinen, marschierte auf Sinjar, wo sie eine seldschukische Streitmacht unter Qutalmish und Quraysh besiegte. Während Qutalmish der Gefangennahme entkam und nach Adharbayjan floh, wurde Quraysh verletzt und ergab sich am 9. Januar 1057.
Nach seinem Sieg bei Sinjar marschierte al-Basasiri in Mossul ein. Dieser Zustand hielt nur wenige Tage an. Tughrul eroberte Mossul bald zurück und machte sich daran, die Region Sindschar zu verwüsten, während al-Basasiri sich nach Rahba zurückzog. Dubays und Quraisch wechselten vorübergehend wieder die Seiten, doch die anti-arabische Stimmung im seldschukischen Lager schlug sie zurück. Dubays ging nach Dschami'an und Quraisch schloss sich al-Basasiri in Rahba an.
Anfang 1058 schloss Tughruls Bruder Ibrahim Inal ein Abkommen mit al-Basasiri und al-Mu'ayyad, wonach letzterer ihn bei der Usurpation des Throns seines Bruders unterstützen und er den Namen des Fatimidenkalifen in der Khuṭba verkünden würde. Er überließ Mosul al-Basasiri, der die Zitadelle noch vier Monate lang belagern musste, bevor sie sich ihm ergab. Nachdem er die Zitadelle erobert hatte, zog sich al-Basasiri nach Rahba zurück. Auch hier war sein Sieg nicht von Dauer. Tughrul nahm Mossul bald wieder ein und marschierte Richtung Nisibis. Al-Basasiri zog sich nach Damaskus zurück.

#### Eroberung von Bagdad
Während al-Basasiris Rückzug erhob sich Ibrahim in der Dschibal. Durch Tughruls Reaktion wurde der Irak weitgehend von seldschukischen Truppen befreit, sodass al-Basasiri eine Invasion starten konnte. Er nahm schnell Hit und Anbar ein. Am 27. Dezember 1058 marschierte er mit 400 mamlūk-Reitern in Bagdad ein, begleitet von Quraysh und dessen 200 Reitern. Am darauffolgenden Freitag, dem 1. Januar 1059, wurde im Westen Bagdads, der überwiegend schiitisch geprägt war, der schiitische Ruf zum Gebet (adhān) verkündet. Am 8. Januar überquerte al-Basasiri den Tigris und besetzte den Osten Bagdads. Der Name des Fatimidenkalifen wurde in der großen Moschee verkündet. In der folgenden Woche kam es zu Straßenkämpfen. Am 19. Januar wurde der Hasani-Palast gestürmt, und der Abbasidenkalif al-Qa'im stellte sich und seinen Haushalt unter den Schutz der Quraisch. Am 29. Januar feierte al-Basasiri das Opferfest auf dem Gebetsplatz (muṣallā) vor der großen Moschee mit wehenden Fahnen der Fatimiden.
Als neue Autorität in Bagdad übernahm al-Basasiri die Insignien der Abbasiden, den Turban (mindīl), den Mantel (ridā) und den Gitterschirm (shibbāk). Er gestattete den Quraisch, al-Qa'im, der aus der Stadt entfernt und in Haditha gefangen gehalten wurde, in Gewahrsam zu behalten, befahl ihm aber, den Wesir Ibn al-Muslima auszuliefern, den er durch die Straßen führte und am 16. Februar 1059 hinrichten ließ.
Nach der Eroberung von Bagdad nahm al-Basasiri auch Wasit und Basra ein. Sein Einmarsch in Chuzistan wurde jedoch zurückgeschlagen. Der Herrscher von Chuzistan, Hazarasp ibn Bankir, bat Dubays, mit al-Basasiri zu vermitteln. Er bot an, al-Basasiri Tribut zu zahlen, doch dieser weigerte sich und verlangte, dass die khuṭba und die Münzprägung im Namen des Fatimidenkalifen erfolgen sollten. Hazarasp lehnte dies ab. Als al-Basasiri erkannte, dass er Truppen von Tughrul erhielt, schloss er Frieden mit ihm und zog sich nach Wasit zurück, das er am 12. September 1059 erreichte.
Im Juli 1059 besiegte Tughrul seinen Bruder. Er bot al-Basasiri an, ihm die Macht in Bagdad zu überlassen, sofern die Khuṭba und das Münzwesen auf seinen Namen umgestellt und der abbasidische Kalif wiederhergestellt würde. Al-Basasiri versuchte, al-Qa'im von den Seldschuken loszureisen, aber der Kalif weigerte sich. Die Quraisch versuchten, al-Basasiri davon zu überzeugen, Tughruls Autorität zu akzeptieren, aber er weigerte sich. Tughrul marschierte in Richtung Bagdad. Am 14. Dezember 1059 verließ al-Basasiri mit seiner Familie die Stadt. Tughrul und der Kalif der Abbasiden zogen am 4. Januar 1060 in die Stadt ein. Der Name der Fatimiden soll in den Moscheen von Bagdad vierzig Mal in der Khuṭba ausgesprochen worden sein, was bedeutet, dass die Herrschaft von al-Basasiri in Bagdad vierzig Freitage dauerte.
Al-Basasiri machte sich auf den Weg nach Kufa und schloss sich den Dubays an. Als die seldschukische Kavallerie sie überholte, floh Dubays, doch al-Basasiri forderte die Schlacht. Am 15. Januar wurde er bei Saḳy al-Furat in der Nähe von Kufa besiegt und getötet. Zuerst wurde sein Pferd mit einem Pfeil erschossen und dann wurde er vom Schreiber des seldschukischen Wesirs al-Kunduri getötet. Sein Kopf wurde zu Tughrul nach Bagdad gebracht.